# Lake Ngakoro Waterfall
Der Lake Ngakoro Waterfall ist ein Wasserfall im Geothermalgebiet von Waiotapu in der Region Waikato auf der Nordinsel Neuseelands. Sein heißes und stark schwefelhaltiges Thermalwasser stürzt über eine 2 Meter hohe Stufe in den Lake Ngakoro.
Der Wasserfall kann nur in Verbindung mit dem kostenpflichtigen Zugang zum Wai-O-Tapu Thermal Wonderland besichtigt werden. Vom Eingang sind es etwa 40 Minuten Gehzeit bis zum See und zum Wasserfall, der auf der Besucherkarte mit der „18“ markiert ist.